# Outta the Bag
„Outta the Bag“ je píseň velšského hudebníka a hudebního skladatele Johna Calea. Poprvé vyšla v lednu 2006 jako třetí a poslední singl z alba Black Acetate, které vyšlo v říjnu předchozího roku. Singl vyšel pouze v digitální formě, nikoliv však na CD ani na vinylové desce. Hudbu i text k písni složil Cale a produkoval ji Cale spolu s Herbem Grahamem.
V původní studiové verzi písně hraje vedle Calea (zpěv, kytara, klávesy) a Grahama (baskytara, bicí, perkuse, programování) hrají ještě Dave Levita (kytara) a doprovodní zpěváci Jaspr Baj, Musiic Galloway a Nailah Porter.